# Panicum manongarivense
Panicum manongarivense är en gräsart som beskrevs av Aimée Antoinette Camus. Panicum manongarivense ingår i släktet vipphirser, och familjen gräs. Inga underarter finns listade i Catalogue of Life.